# آزادی وصیت
آزادی وصیت، قدرت فرد است در انتخاب مالک اموالش پس از مرگ که می‌تواند سبب جریان روان فعالیت‌های اقتصادی شود.
برای هماهنگ‌سازی نحوه ارث‌دهی به بستگان با شرایط خانوادگی، نیاز است فرد مجاز به تغییر قانون‌های سفت و سخت وراثت باشد؛ مثلاً تغییر نسبت ارث‌بری فرزندان براساس توانایی‌هایشان. هرچند آزادی فرد در محروم‌سازی یکی از فرزندان از ارث ممکن است به‌قصد مطیع ساختن او باشد، اما آزادی وصیت همچنین می‌تواند برای واگذاری اموال به سازمان‌های خیریه به کار گرفته شود. امکان سوءاستفاده از این قدرت مثلاً برای انتقام‌گیری از یکی از وارثان، هزینه‌ای است که جامعه باید برای این آزادی بپردازد.
توسعه آزادی وصیت به‌کندی صورت گرفته است، و در هیچ‌جا این آزادی بی‌محدودیت نبوده است. این سؤال که محدودیت‌های این آزادی چه‌اند، مخصوصاً این‌که مالک تا چه حد مجاز به محروم‌سازی بستگان نزدیک از ارث است و پس از مرگ تا چه حد می‌تواند نحوه به‌کارگیری اموالش را مشخص کند، به راه‌های بسیار گوناگونی پاسخ داده شده است.